# ناحية أبو الظهور
ناحية أبو الظهور إحدى نواحي سوريا تتبع إداريّاً لمحافظة إدلب منطقة إدلب ومركزها بلدة أبو الظهور، بلغ تعداد سكان الناحية 38,869 نسمة حسب التعداد السكاني لعام 2004.

## بلدات وقرى ناحية أبو الظهور
أبو الظهور، البليصة، البراغيثي، باريسا، زفر الكبير، بصرى (زفر الصغير)، حرملة، حميمات الداير، الحسينية (تل كلبة)، جلاس، جديدة أبو الظهور، المشيرفة، المستريحة، رأس العين، رسم عابد، تل الأغر، تل فخار، تل سلمو، تل سلطان، تل طوقان، تلجينة، تلخطرة، طواحينة، طويل الشيخ، التويم، طويلة.السكرية.الخوالدة.الذهبية